# Caille Island
Caille Island (auch: Île de Caille) ist eine zu Grenada gehörende 1,628 Quadratkilometer große, in Privatbesitz befindliche unbewohnte Insel der Kleinen Antillen in der Karibik zwischen Grenada und dem nördlich gelegenen St. Vincent.

## Geographie
Die Insel gehört zu dem Inselstrich, der sich von der Nordspitze Grenadas nach Norden zieht. Nur eine schmale Bucht trennt die Insel von der nördlich gelegenen Ronde Island. Die Insel selbst ist voll erschlossen und an der Westküste befinden sich einige Gebäude. Die Nordküste zieht sich relativ gerade von Westen nach Osten, während die Küstenlinie nach Osten, Süden und Westen stark ausgebuchtet ist. Im Südosten der Insel schließen die Landzungen die Whale Bay ein.
Die Insel besteht aus dunklem Vulkangestein und erhebt sich nur im äußersten Nordosten auf über 40 m.
Acht Kilometer westlich liegt der untermeerische aktive Vulkan Kick-’em-Jenny.